# Cremnops boliviensis
Cremnops boliviensis är en stekelart som beskrevs av Berta 1988. Cremnops boliviensis ingår i släktet Cremnops och familjen bracksteklar. Inga underarter finns listade i Catalogue of Life.